# Benjamin Compaoré

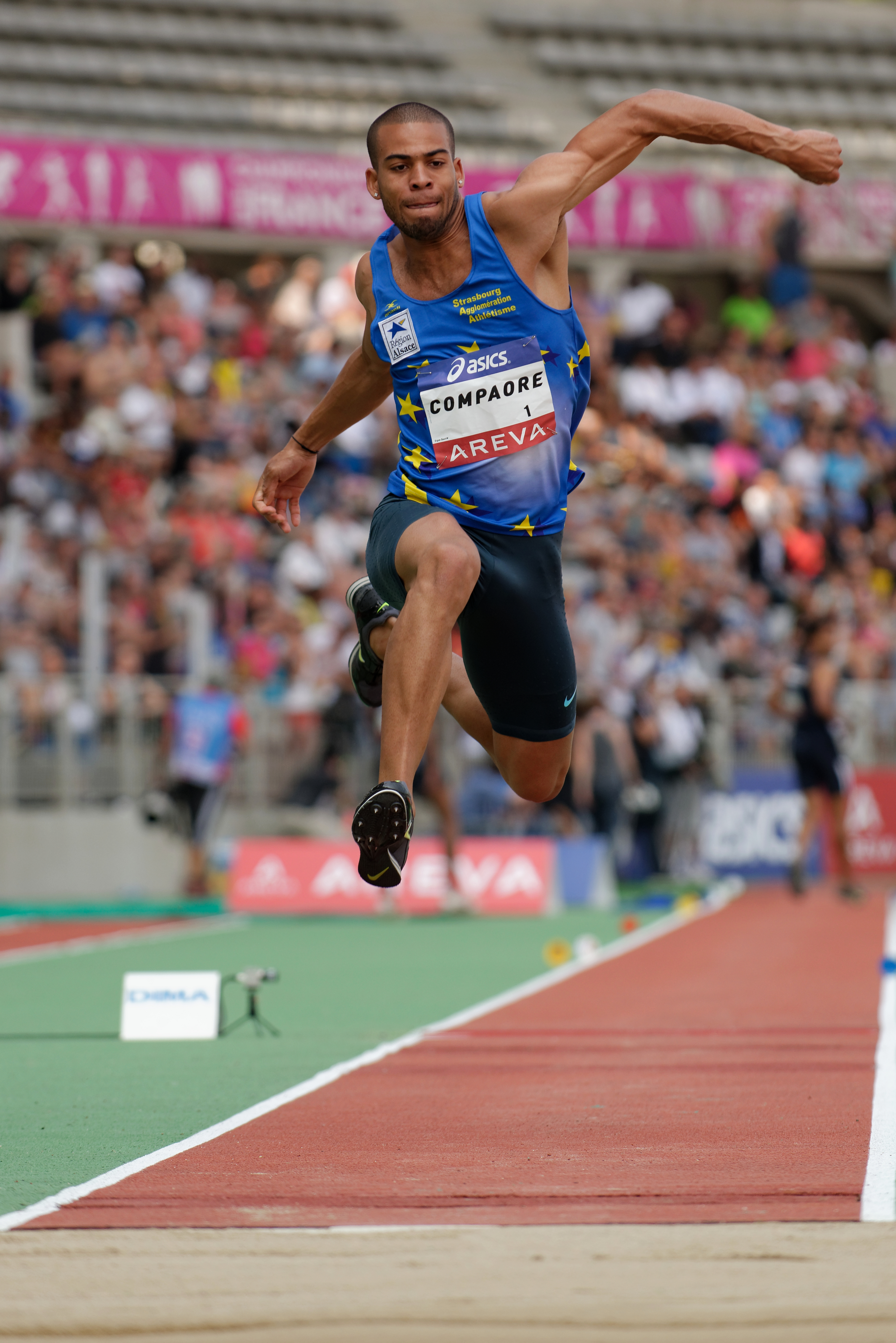
Benjamin Compaoré 2013

Benjamin Compaoré (* 5. srpna 1987, Bar-le-Duc) je francouzský sportovec, atlet, který se věnuje trojskoku. Je mistrem Evropy z roku 2014.
V roce 2006 zvítězil v trojskoku na juniorském mistrovství světa v Pekingu. Na mistrovství Evropy v roce 2010 obsadil v této disciplíně páté místo. V roce 2012 skončil šestý v trojskoku na halovém mistrovství světa i na olympijských hrách. V Curychu se v srpnu 2014 stal mistrem Evropy v novém osobním rekordu 17,46 m. O měsíc později s osobní rekord vylepšil o další dva centimetry na 17,48 m.
Na světovém halovém šampionátu v Portlandu v březnu 2016 vybojoval v soutěži trojskokanů bronzovou medaili výkonem 17,09 m.